# Miriam Lang
Miriam Lang ist eine deutsche Soziologin und Professorin für Umwelt und Nachhaltigkeit an der Universidad Andina Simón Bolívar in Quito, Ecuador. Sie verbindet in ihrer Arbeit dekoloniale und feministische Perspektiven mit politischer Ökonomie und politischer Ökologie.

## Leben
Lang promovierte 2001 an der Freien Universität Berlin im Fach Soziologie. Zuvor hatte sie dort am Lateinamerika‑Institut einen Master in Lateinamerikastudien erworben. Von Februar 2002 bis Februar 2004 war sie als Postdoktorantin an der Humboldt‑Universität zu Berlin tätig. Anfang der 2000er‑Jahre verlegte sie den Schwerpunkt ihres Lebens nach Lateinamerika und ließ sich in Ecuador nieder. Zwischen 2006 und 2009 war sie für den UN‑Frauenfonds UNIFEM als regionale Koordinatorin unter anderem für Programme gegen Gewalt an Frauen tätig. Von 2009 bis 2015 leitete sie das Andenbüro der Rosa‑Luxemburg‑Stiftung.
Heute lehrt sie als Professorin im Bereich Umwelt und Nachhaltigkeit an der Universidad Andina Simón Bolívar und koordiniert dort internationale Masterstudiengänge in Politischer Ökologie und Alternativen zum Entwicklungspfad.

## Wirken
Lang zählt zu den Mitgründern des 2011 ins Leben gerufenen Lateinamerikanischen Permanenten Arbeitskreises für Alternativen zum Entwicklungspfad. Seit 2016 koordiniert sie gemeinsam mit anderen das globale Working Group „Beyond Development“. Als Mitglied des Ökosozialen und Interkulturellen Pakts des Südens setzt sie sich für Postwachstums‑ und Gerechtigkeitsansätze im Klimaschutz ein. Ihr Forschungsschwerpunkt liegt auf der Kritik am gängigen Entwicklungsparadigma, systemischen Alternativen und der territorialen Umsetzung des Konzepts Buen Vivir.
International bekannt wurde sie als Mitherausgeberin des Buches Grüner Kolonialismus, in dem sie die erneute Ausbeutung des Globalen Südens durch die Energiewende im Norden anprangert. In Interviews und Publikationen kritisiert Lang, dass die steigende Nachfrage nach Rohstoffen wie Lithium, Kobalt oder Kupfer im Namen der Dekarbonisierung koloniale Ausbeutungsmuster fortschreibe. Sie hebt hervor, dass die Industriestaaten Projekte zu grünem Wasserstoff und anderen „nachhaltigen“ Technologien vorantreiben, ohne die sozialen und ökologischen Kosten im Globalen Süden angemessen zu berücksichtigen.
Lang ist Beraterin des Projekts Global Just Transitions am Institute for Policy Studies in Washington und Fellow des Forschungskollegs „Futures of Sustainability“ an der Universität Hamburg. Darüber hinaus engagiert sie sich in internationalen Netzwerken wie dem Forschungskomitee 49 „Socialism, Capitalism, Democracy“ der Internationalen Vereinigung für Politikwissenschaft sowie der Feminisms and Degrowth Alliance.

## Werke
- Gewalt und Geschlecht in Mexiko: Strategien zur Bekämpfung von Gewalt gegen Frauen im Modernisierungsprozeß. Lit, Münster/Hamburg/London 2002, ISBN 978-3-8258-5913-8 (zugleich Dissertation an der Freien Universität Berlin, 2001).
- Salsa Cubana - Tanz der Geschlechter: Emanzipation und Alltag auf Kuba. KVV Konkret, Hamburg 2004, ISBN 978-3-930786-42-8.
- ¿Erradicar la pobreza o empobrecer las alternativas? Ediciones Abya-Yala, Quito 2017, ISBN 978-9978-19-834-6.
- mit Ada Regelman, Claus-Dieter König: Alternativas en un mundo de crisis. Universidad Andina Simón Bolívar/Fundación Rosa Luxemburgo/Grupo de Trabajo Global Más Allá del Desarrollo, Quito 2019, ISBN 978- 9978-19-935-0.
- Rehabitando el territorio. Plurinacionalidad, interculturalidad y sumak kawsay en el primer municipio indígena de Cayambe. Universidad Andina Simón Bolívar/Gobierno Autónomo Descentralizado Intercultural y Plurinacional del Municipio de Cayambe, Quito 2021, ISBN 978-9942-837-42-4.
- mit  Mary Ann Manahan und Breno Bringel (Hrsg.): The Geopolitics of Green Colonialism. Global Justice and Ecosocial Transitions. Pluto Press, 2024, ISBN 978-0745349343.
  - deutschsprachige Ausgabe: mit Mary Ann Manahan und Breno Bringel (Hrsg.): Grüner Kolonialismus: Zwischen Energiewende und globaler Gerechtigkeit. oekom Verlag, München 2025, ISBN 978-3-98726-167-1.